# Temporada 2019 del Campeonato de Europa de Rally
La temporada 2019 fue la edición 67º del Campeonato de Europa de Rally. Comenzó el 21 de marzo en el Rally de Azores y terminó el 3 de noviembre en el Rally Hungary. El calendario constaba de ocho citas donde destaca la salida del Rally Acrópolis que en su lugar entró una nueva prueba el Rally Hungary.

## Calendario
| N.º | Fecha               | Rally                      | Superficie | Resultados |
| --- | ------------------- | -------------------------- | ---------- | ---------- |
| 1   | 21-23 de marzo      | 54. Azores Airlines Rallye | Tierra     | Resultados |
| 2   | 2-4 de mayo         | 43.º Rally Islas Canarias  | Asfalto    | Resultados |
| 3   | 24-26 de mayo       | Rally Liepāja              | Tierra     | Resultados |
| 4   | 28-30 de junio      | 76. Rajd Polski            | Tierra     | Resultados |
| 5   | 19-21 de julio      | 7. Rally di Roma Capitale  | Asfalto    | Resultados |
| 6   | 16-18 de agosto     | 49. Barum Czech Rally Zlín | Asfalto    | Resultados |
| 7   | 27-29 de septiembre | 48. Cyprus Rally           | Tierra     | Resultados |
| 8   | 1-3 de noviembre    | 1. Rally Hungary           | Asfalto    | Resultados |

## Sistema de puntuación
- Sistema de puntuación para los campeonatos.

| Posición | 1º | 2º | 3º | 4º | 5º | 6º | 7º | 8º | 9º | 10º |
| Puntos   | 25 | 18 | 15 | 12 | 10 | 8  | 6  | 4  | 2  | 1   |

- Puntos extra según la posición tras cada jornada de rally.

| Posición | 1º | 2º | 3º | 4º | 5º | 6º | 7º |
| Puntos   | 7  | 6  | 5  | 4  | 3  | 2  | 1  |

## Clasificación

### Campeonato de pilotos

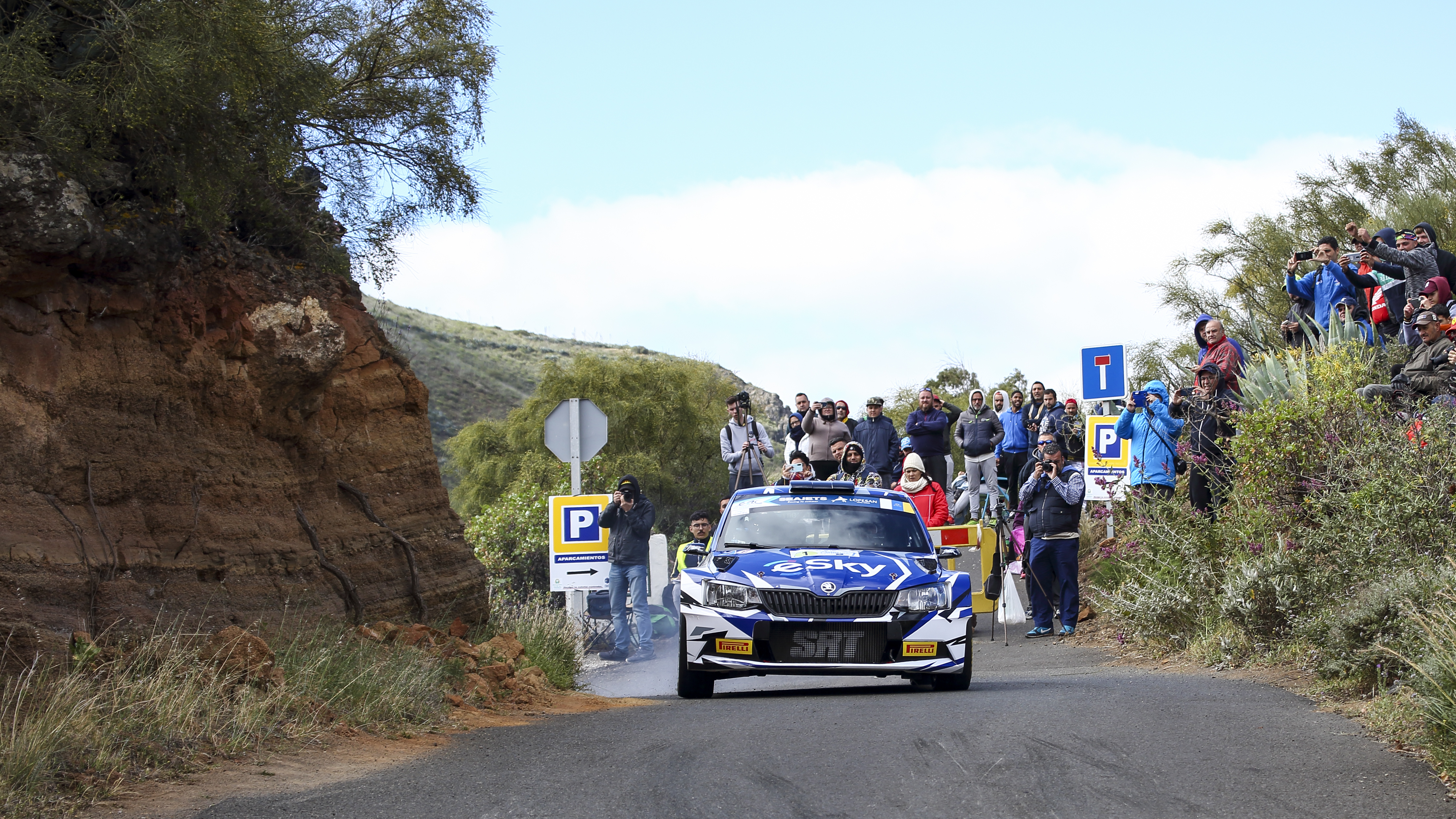
Lukasz Habaj fue tercero en el campeonato de pilotos. En la imagen durante el rally de Canarias.

| Pos. | Piloto                     | POR | ESP | LVA | POL | ITA | CZE | CYP | HUN | Puntos |
| ---- | -------------------------- | --- | --- | --- | --- | --- | --- | --- | --- | ------ |
| 1.   | Chris Ingram               | 3   | 2   | 4   | Ret | 6   | 3   | 2   | 4   | 141    |
| 2.   | Alexey Lukyanuk            | Ret | Ret | 2   | 1   | 4   | 15  | Ret | 2   | 132    |
| 3.   | Lukasz Habaj               | 1   | 3   | 5   | 3   | 16  | Ret | 4   | Ret | 116    |
| 4.   | Filip Mareš                |     |     | 6   | 4   | 5   | 2   |     | Ret | 75     |
| 5.   | Norbert Hercizg            | Ret | 4   | 14  | 8   | 7   | Ret | 9   | 5   | 52     |
| 6.   | Oliver Solberg             |     |     | 1   |     |     |     |     |     | 39     |
| 6.   | Jan Kopecký                |     |     |     |     |     | 1   |     |     | 39     |
| 6.   | Nasser Al-Attiyah          |     |     |     |     |     |     | 1   |     | 39     |
| 9.   | Marijan Griebel            | 6   | 9   | 7   | Ret |     | 5   |     | 11  | 38     |
| 10.  | Pepe López                 |     | 1   |     |     |     |     |     |     | 35     |
| 10.  | Giandomenico Basso         |     |     |     |     | 1   |     |     |     | 35     |
| 10.  | Frigyes Turán              |     |     |     |     |     |     |     | 1   | 35     |
| 13.  | Jari Huttunen              |     |     |     | 2   |     |     |     |     | 30     |
| 13.  | Simone Campedelli          |     |     |     |     | 2   |     |     |     | 30     |
| 15.  | Martin Sesks               |     |     | 3   |     | 8   |     |     |     | 29     |
| 16.  | Ricardo Moura              | 2   |     |     |     |     |     |     |     | 28     |
| 17.  | Callum Devine              |     |     |     |     |     |     |     | 3   | 25     |
| 18.  | Andrea Grugnola            |     |     |     |     | 3   |     |     |     | 23     |
| 19.  | Albert von Thurn und Taxis |     | 17  | 16  | Ret | Ret | Ret | 6   | 6   | 23     |
| 20.  | Mikko Hirvonen             |     |     |     |     |     |     | 3   |     | 21     |
| 21.  | Tomáš Kostka               |     |     |     |     |     | 4   |     |     | 19     |
| 22.  | Nikoalus Mayr-Melnhof      |     | 10  |     |     | 29  |     | 5   | 13  | 19     |
| 23.  | Bruno Magalhães            | 4   |     |     |     |     |     |     |     | 18     |
| 24.  | Ricardo Teodósio           | 5   |     |     |     |     |     |     |     | 17     |
| 25.  | Pierre-Louis Loubet        | Ret | 5   |     |     |     |     |     |     | 15     |
| 26.  | Aron Domżała               |     |     |     | 5   |     |     |     |     | 14     |
| 27.  | Iván Ares                  |     | 6   |     |     |     |     |     |     | 13     |
| 28.  | Tomasz Kasperczyk          |     |     |     | 6   |     |     |     |     | 10     |
| 28.  | Simon Wagner               | Ret | 25  |     |     |     | 6   |     |     | 10     |
| 30.  | Jaromír Tarabus            |     |     |     |     |     | 7   |     |     | 7      |
| 30.  | Emilio Fernández           |     |     |     |     |     |     | 7   |     | 7      |
| 30.  | Sean Johnston              |     |     |     |     |     |     |     | 7   | 7      |
| 33.  | Alexandros Tsouloftas      | 7   | 14  | 11  |     |     |     |     |     | 7      |
| 33.  | Mattias Adielsson          | 21  |     | 10  | 7   |     | 26  |     |     | 7      |
| 35.  | Surhayen Pernía            |     | 7   |     |     |     |     |     |     | 6      |
| 35.  | Mikolaj Marczyk            |     |     |     | 9   |     | Ret |     |     | 6      |
| 37.  | Hiroki Arai                |     |     | 8   | Ret | 11  | Ret |     |     | 6      |
| 38.  | Bernardo Sousa             | 8   |     |     |     |     |     |     |     | 5      |
| 38.  | Luis Monzón                |     | 8   |     |     |     |     |     |     | 5      |
| 38.  | Eyvind Brynildsen          |     |     | 9   |     |     |     |     |     | 5      |
| 41.  | Tomáš Pospíšilík           |     |     |     |     |     | 8   |     |     | 4      |
| 41.  | Abdulaziz Al-Kuwari        |     |     |     |     |     |     | 8   |     | 4      |
| 41.  | Erik Cais                  |     |     |     |     |     |     |     | 8   | 4      |
| 44.  | Pál Lovász                 |     |     |     |     |     |     |     | 9   | 3      |
| 45.  | Vojtěch Štajf              | 9   | 11  |     |     | 10  | Ret |     |     | 3      |
| 46.  | Paulo Nobre                | 10  | 35  | 19  | 27  | 21  | 32  | 10  | 10  | 3      |
| 47.  | Umberto Scandola           |     |     |     |     | 9   |     |     |     | 2      |
| 47.  | Martin Březík              |     |     |     |     |     | 9   |     |     | 2      |
| 49.  | Luís Rego                  | Ret |     |     |     |     |     |     |     | 1      |
| 49.  | Vaidotas Žala              |     |     | 15  | Ret |     |     |     |     | 1      |
| 49.  | Kacper Wróblewski          |     |     |     | 10  |     |     |     |     | 1      |
| 49.  | Efrén Llarena              | 13  | 21  | 23  | Ret | 20  | 10  | 14  |     | 1      |

### Campeonato de copilotos
| Pos. | Piloto          | Puntos |
| ---- | --------------- | ------ |
| 1    | Ross Whittock   | 141    |
| 2    | Alexey Arnautov | 132    |
| 3    | Daniel Dymurski | 116    |
| 4    | Jan Hloušek     | 75     |
| 5    | Ramón Ferencz   | 52     |

### ERC 2
| Pos. | Piloto             | Puntos |
| ---- | ------------------ | ------ |
| 1    | Juan Carlos Alonso | 128    |
| 2    | Andrea Nucita      | 118    |
| 3    | Zelindo Melegari   | 101    |
| 4    | Dariusz Poloński   | 95     |
| 5    | Ralfs Sirmacis     | 39     |

### ERC 3
| Pos. | Piloto           | Puntos |
| ---- | ---------------- | ------ |
| 1    | Efrén Llarena    | 173    |
| 2    | Erik Cais        | 149    |
| 3    | Ken Torn         | 129    |
| 4    | Sindre Furuseth  | 114    |
| 5    | Florian Bernardi | 95     |

### ERC  Teams
| Pos. | Piloto                     | Puntos |
| ---- | -------------------------- | ------ |
| 1    | Sainteloc Junior Team      | 168    |
| 2    | Toksport WRT               | 159    |
| 3    | ACCR Czech Rally Team I    | 151    |
| 4    | Sports Racing Technologies | 105    |
| 5    | Rallye Team Spain          | 98     |

### ERC Nation's Cup
| Pos. | Piloto                         | Puntos |
| ---- | ------------------------------ | ------ |
| 1    | ACCR Czech Team I              | 250    |
| 2    | Rallye Team Spain              | 141    |
| 3    | FPAK Portugal Team ERC         | 139    |
| 4    | Estonian Autosport Junior Team | 124    |
| 5    | ADAC Opel Rallye Junior Team   | 75     |

### ERC Ladies
| Pos. | Piloto              | Puntos |
| ---- | ------------------- | ------ |
| 1    | Ekaterina Stratieva | 183    |
| 2    | Nabila Tejpar       | 117    |
| 3    | Catie Munnings      | 93     |
| 4    | Emma Falcón         | 70     |
| 5    | Adrienn Vogel       | 65     |

### Abarth Rally Cup
| Pos. | Piloto              | Puntos |
| ---- | ------------------- | ------ |
| 1    | Andrea Nucita       | 127    |
| 2    | Dariusz Poloński    | 97     |
| 3    | Alberto Monarri     | 25     |
| 4    | Carlos David García | 18     |
| 4    | Zelindo Melegari    | 18     |

### ERC 1 Junior
| Pos. | Piloto                | Puntos |
| ---- | --------------------- | ------ |
| 1    | Filip Mareš           | 133    |
| 2    | Chris Ingram          | 131    |
| 3    | Mattias Adielsson     | 71     |
| 4    | Alexandros Tsouloftas | 59     |
| 5    | Mārtiņš Sesks         | 55     |
| 6    | Hiroki Arai           | 41     |
| 7    | Oliver Solberg        | 39     |
| 8    | Pepe López            | 37     |
| 9    | Emma Falcón           | 32     |
| 10   | Pierre-Louis Loubet   | 26     |

### ERC 3 Junior
| Pos. | Piloto                   | Puntos |
| ---- | ------------------------ | ------ |
| 1.   | Efrén Llarena            | 133    |
| 2.   | Ken Torn                 | 132    |
| 3.   | Sindre Furuseth          | 110    |
| 4.   | Erik Cais                | 84     |
| 5.   | Jean-Baptiste Franseschi | 78     |
| 6.   | Pedro Antunes            | 71     |
| 7.   | Grégoire Munster         | 38     |
| 8.   | Steve Røkland            | 33     |
| 9.   | Elias Lundberg           | 28     |
| 10.  | Jan Talaš                | 28     |